# Cerbère
Cerbère (catalansk: Cervera de la Marenda) er en by og kommune i departementet Pyrénées-Orientales ved Middelhavet ned til den spanske grænse. Kulturelt er byen catalansk.
Byens indbyggere kaldes Cerbériens.
Cerbére er i dag en populær ferieby, som er kendt for grænsestationen på den franske side af jernbanen mellem Perpignan og Barcelona. Da Frankrig og Spanien bruger forskellige sporvidder, har grænsestationerne Cerbère og den spanske pendant Portbou tidligere været travle med omladning af gods. I dag skifter man akslerne på togenes hjulsæt.

## Navn
Navnet har ikke noget at gøre med Kerberos (Cerbère på fransk), som er den hund, der i den græske mytologi vogter indgangen til underverdenen. Ganske vist kan man sige at Cap Cerbère fungerer som en vagtpost på grænsen mellem Frankrig og Spanien, men en række andre lokaliteter med samme navn i Catalonien støtter ikke denne udlægning. Et alternativt forslag er at navnet er afledt af ordet hjort (fransk: cerf, latin: cervus). Det er dog lige så usandsynligt. Navnets alder i betragtning må dets oprindelse være før latin og komme fra det præ-indoeuropæiske kar eller ker (klippe) fulgt af det iberisk-baskiske -erri (sted). Navnet Cerbère betegner herefter et klippefyldt sted, som passer godt til stedet og ligeledes til de andre lokaliteter med samme navn.

## Geografi
Cerbère ligger ved Middelhavet ned til den spanske grænse i departementet Pyrenées-Orientales, som stort set svarer til Roussillon, der er den franske del af Catalonien. Kommunen domineres af bjergkæden Les Albères, som er en del af Pyrenæerne. Det 165 meter høje pas Coll dels Belitres forbinder Cerbère med Portbou i Spanien.
Den klippefyldte kyststrækning er den sydligste del af Côte Vermeille (Sølvkysten). Fra nord mod syd ligger klippefremspringene Cap Peyrefite, Cap Canadell og Cap Cerbère.
Mod nord ligger Banyuls-sur-Mer og mod syd Portbou (Spanien). Nærmeste større byer er Perpignan (48 km) og Barcelona (177 km).

## Historie
Området har været beboet siden forhistorisk tid, hvilket bevidnes af flere megalitter i kommunen.
Cerbère omtales første gang i det 1. århundrede af den romerske geograf Pomponius Mela, som liggende i Galliens grænseområde: Cervaria locus finis galliae. I 1155 var området kendt som Cervera.
Selvom Cerbère kommune først blev dannet i 1889, så blev området allerede beskrevet i et dokument fra 981, hvor den franske konge Lothar gav det som len til sin ven Hertug Gausfred. I dette dokument er de nuværende grænser beskrevet: Perafita, Pic Joan og Pic de Querroig. Dette len med navnet la vall de Cervera havde en borg (Querroig-tårnet er i dag de eneste rester af borgen) og en kirke bygget ved foden af Pic de Querroig. Først fra det 14. århundrede eksisterer der flere optegnelser om Cerbère. Området udgjorde sammen med det nærliggende Abeilles et enkelt seigneurie (herskab).
Efter i århundreder at have hørt til kongerigerne Mallorca og Aragonien kom Cerbère under Frankrig efter Pyrenæerfreden i 1659. Efter den franske revolution i 1789 afskaffedes de gamle seigneurier. Herefter blev Cerbère en del af kommunen Banyuls-sur-Mer.
I 1820 boede der 10 familier i Cerbère. Dyrkning af vin var en vigtig indtægtskilde, men smugleri over grænsen mellem Frankrig og Spanien var omfattende og førte til oprettelsen af en grænsestation i 1841.
I 1864 blev der underskrevet en aftale mellem Spanien og Frankrig om at bygge en jernbaneforbindelse mellem de to lande. Det førte til bygning af to grænsestationer i Portbou og Cerbère. Den internationale tunnel blev påbegyndt i 1876 og jernbanen blev åbnet i 1878. Trafikken var helt fra starten betydelig og førte til en kraftig vækst i befolkningen. På grund af de forskellige sporvidder i Frankrig og Spanien krævede det store anlæg ved begge grænsestationer, da såvel passagerer som gods skulle skifte tog.
Befolkningsvæksten førte til dannelsen af kommunen Cerbère (1889), som havde 1428 indbyggere i folketællingen 1891. 
I 1906 strejkede de kvindelige arbejdere ved jernbanen. Det var de såkaldte transbordeuses, der især var beskæftiget med at omlade appelsiner fra Spanien. Det var hårdt arbejde, og de var dårligt betalte. Strejken varede næsten et år og var meget dramatisk. Det var den første strejke i Frankrig kun med kvinder.
Den spanske borgerkrig var tæt på Cerbère. Den 26. maj 1938 blev området omkring stationen ramt af omkring 15 bomber kastet af to fly, formentligt af typen Dornier. Flere blev såret under angrebet, der førte til en fransk diplomatisk protest mod Francos regering.
Under borgerkrigen havde Frankrig lukket grænsen til Spanien, da man frygtede horder af 'røde' flygtninge fra Spanien. Mod slutningen af krigen blev det dog for svært at ignorere den humanitære katastrofe, der udspillede sig i Catalonien. Den 28. januar blev grænset åbnet, og i perioden indtil 13. februar strømmede 475.000 flygtninge over grænsen, mange af dem over coll dels Belitres og gennem Cerbère.
Befolkningen vedblev med at vokse indtil 1962, hvor indbyggertallet toppede med 2438. Herefter gik det ned af flere årsager: mekanisering af jernbanen (skift af aksler og justerbare aksler), stigende vejtransport og afskaffelse af toldbarrier.
Jernbanen vedblev dog med at have en betydelig økonomisk rolle i Cerbère. I 1998 håndterede stationen 2.500.000 ton gods. 350 – 700 godsvogne håndteredes dagligt, enten ved at skifter aksler (13 toge om dagen) eller med dobbeltaksler (10 toge om dagen). For passagerertog svingede antallet af toge mellem 18 og 47 om dagen afhængigt af årstiden. Årligt passerede 15.000 tog gennem Cerbère station.
I  januar 2013 åbnede en ny højhastighedsbane mellem Perpignan og Barcelona, hvilket betød et fald i passagerertrafikken gennem Cerbère.
Cerbère har kun få mindre hoteller, men siden 80'erne er der sket en kraftig vækst i antallet af ferieboliger i byen.

## Demografi

### Udvikling i folketal
| 1856 | 1861 | 1866 | 1872 | 1876 | 1881 | 1886 | 1891 | 1896 |
| ---- | ---- | ---- | ---- | ---- | ---- | ---- | ---- | ---- |
| -    | -    | -    | -    | -    | -    | -    | 1428 | 1322 |

| 1901 | 1906 | 1911 | 1921 | 1926 | 1931 | 1936 | 1946 | 1954 |
| ---- | ---- | ---- | ---- | ---- | ---- | ---- | ---- | ---- |
| 1252 | 1333 | 1529 | 1730 | 1970 | 2236 | 2188 | 2044 | 2245 |

| 1962                                                              | 1968 | 1975 | 1982 | 1990 | 1999 | 2006 | 2011 | 2017 |
| ----------------------------------------------------------------- | ---- | ---- | ---- | ---- | ---- | ---- | ---- | ---- |
| 2438                                                              | 2064 | 1940 | 1641 | 1461 | 1487 | 1562 | 1382 | 1355 |
| Tal fra og med 1962 er uden dobbelttælling (sans doubles comptes) |      |      |      |      |      |      |      |      |

## Seværdigheder
- Det tidligere hotel Belvédère du Rayon Vert bygget i art déco af Perpignan arkittekten, Léon Baille[4]. hotellet blev bygget mellem 1928 og 1932. Det havde egen biograf og tennisbane på taget. I 2002 kom bygningen på listen over historiske monumenter i Frankrig.

- Cap Cerbère er et klippefremspring med storslået udsigt over den spanske kyst.

- Vejen over den fransk-spanske grænse med udsigt over byen og kysten. Grænsen går over Col des Balitres i 173 m højde.

- Cerbère er centrum for dykning. Naturreservatet Réserve naturelle de Cerbère-Banyuls-sur-Mer blev etableret i 1974 og var Frankrigs første marine naturreservat. Den dækker i alt 650 ha hav. Centrum ligger ud for Cap Rédéris[5].